# Friðrik Karlsson

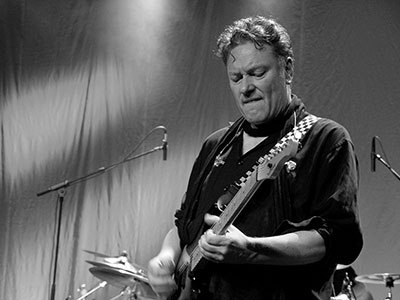
Friðrik Karlsson (2014)

Friðrik Karlsson (genannt Frissi) (* 24. April 1960 in Island) ist ein isländischer Berufsmusiker.
Friðrik ist seit seinem 16. Lebensjahr Berufsmusiker. Er hat am Konservatorium studiert. Mit der Band Mezzoforte nahm er von 1977 bis heute 13 Studioalben auf, auf denen er auch als Komponist maßgeblich beteiligt war. Der Gitarrist (er versteht sich vor allem als Studiomusiker) lebte ab 1996 etwa 20 Jahre mit seiner Frau in England. Heute lebt er wieder in seiner Heimat Island.
Friðrik war in verschiedene Musikprojekte involviert wie Evita, den Film mit Madonna in der Hauptrolle, sowie die Musicals Jesus Christ Superstar und Saturday Night Fever. Er war tätig für Musiker wie Madonna, José Carreras, J.K. (Jamiroquai), Marti Pellow (Wet Wet Wet), Andy Williams, David Cassidy und Tom Jones. Sein Saitenspiel ist zu hören auf Alben von Boyzone, Cliff Richard, Westlife, Atomic Kitten, Five, Emma Bunton, Hear Say und Ronan Keating.
2014 war er Teil der Band in der Konzertreihe Before the Dawn von Kate Bush.
Er hat eine komplette Wellbeing-Musikreihe unter dem Titel The Feel Good Collection veröffentlicht.